# となりのだんな様
『となりのだんな様』（となりのだんなさま）は、野々原ちきによる日本の漫画作品。アスキー・メディアワークスの雑誌『月刊コミック電撃大王』にて連載された。単行本は全1巻。

## 作品概要
家の事情から許婚の関係となっている、花も恥らう16歳の高校生・城之内ヒメと、生意気な小学生・青葉龍之介のほのぼのラブコメディ。彼女らは家が隣同士で、幼馴染でもある。

## 主な登場人物
城之内ヒメ（じょうのうち ヒメ）
花も恥らう16歳の高校1年生。青葉龍之介とは許婚の関係にある。
荒れた中学時代を送り、町内最強と謳われ、町内の不良に恐れられ、鬼という通り名まで付けられていた。
そんな彼女も高校生になり、清く正しい乙女を目指して暮らし始めた。
猫が大好きで、料理・裁縫は苦手。
青葉龍之介（あおば りゅうのすけ）
小学生。清香からは、成績優秀で人望も厚いクラスの誇りと言われている。
将来に備え、前倒しでこつこつと勉強をしており、センター試験の自己採点で正答率95%の秀才。
泉清香（いずみ きよか）
小学生。龍之介のクラスメイトで委員長。龍之介のことが好き。
ヒメ
龍之介の通う小学校で飼育されている鶏で、龍之介が命名した。

## 書誌情報

### 単行本
アスキー・メディアワークスより「電撃コミックス EX」として刊行。
- （2008年10月27日発行） ISBN 978-4-04-867393-8